# Músculo ancôneo
Ancónio (Português) ou Anconeus (Latim), é um músculo triângular pequeno situado abaixo e junto ao cotovelo. 
Descrição: Tem origem na superfície do epicôndilo lateral do úmero e na parte inferior da cápsula articular do cotovelo, as fibras projetam-se medialmente fixando-se na superfície lateral do olecrânio e 1/4 posterior-superior da superfície da ulna e fáscia que o cobre.